# Pernille Rosenkrantz-Theil
Pernille Rosenkrantz-Theil, född 17 januari 1977 i Skælskør, Danmark, är en politiker. Hon satt i Folketinget 2001–2007 för Enhedslisten och sitter där sedan 2011 för Socialdemokratiet. Hon är Socialdemokratiets kandidat till överborgmästare i Köpenhamns kommun vid kommunal och regionsrådsvalet 2025.
Hon har varit minister i två omgångar; först barn- och undervisningsminister 2019–2022 och sedan social- och boendeminister 2022–2024.

## Bakgrund
Pernille Rosenkrantz-Theil är dotter till skolledere Jørgen Rosenkrantz-Theil och psykoterapeut Linda Rosenkrantz-Theil. Hon tog studenten vid Vestre Borgerdyd Gymnasium 1995. Hon påbörjade studier i statsvetenskap vid Köpenhamns universitet 1998 och  studerade vid University of London 1999. Hon tog kandidatexamen 2004. Hon arbetade som vägledare vid Det Frie Gymnasium 1996–1997 samt kampanjledare för Operation Dagsverke 1998–1999. Hon arbetade för Folkekirkens Nødhjælp 2001 och 2008–2011 var hon kommunikations- och strategikonsult för Fag og Arbejde.

## Politisk karriär
Rosenkrantz-Theils politiska engagemang började under gymnasietiden, när hon var styrelsemedlem i Danske Gymnasieelevers Sammenslutning (1992–1995). Hon deltog 1994 i en protestaktion mot nedskärningar på utbildningsområdet, där hon tillsammans med två andra styrelsemedlemmar kastade levande dvärghöns ner i folketingssalen från åhörarläktaren. Hon blev dömd för aktionen.
Från 1996 satt hon i Enhedslistens styrelse och arbetsutskott. Hon var partiets folketingskandidat i Østre storkrets 1996–2001. Vid valet 1998 blev hon första ersättare, och 20 april – 31 juli 1999 satt hon temporärt i folketinget. Vid valet 2001 blev hon vald in för Fyns amtskrets och satt i Folketinget fram tills valet 2007. Då lämnade hon efter att hon i mars samma år hade annonserat att hon inte skulle ställa upp för omval.
Efter färgattacken vid Christiansborg 2003, där protestanter hällde röd färg över statsminister Anders Fogh Rasmussen (V) och utrikesminister Per Stig Møller (K) som protest mot regeringens stöd för danskt deltagande i Irakkriget, sade hon att det lika gärna kunnat vara hon som utfört aktionen. Hon bad 2013 om ursäkt för uttalandet.
I april 2008 gick Rosenkrantz-Theil ur Enhedslisten i protest mot partiets hantering av folketingskandidaten Asmaa Abdol-Hamid. Hon sade då att hon inte var på väg till något nytt parti, men 3 december samma år blev det känt att hon gått med i Socialdemokratiet. Vid valet 2011 ställde hon upp för partiet i Fyns storkrets och fick totalt 32 337, varav 16 919 personröster. Hon bytte 2013 valkrets till Vordingborg.
Pernille Rosenkrantz-Theil blev i december 2024 utnämnd till kommendör av Dannebrogorden.

## Populärkultur
Pernille Rosenkrantz-Theil har varit paneldeltagare i det populära radioprogrammet Mads og Monopolet på DR:s P3, med början i februari 2004.